# Государственное шоссе 6 (Новая Зеландия)
Государственное шоссе 6 (англ. State Highway 6, SH 6) — главная автомагистраль Новой Зеландии. Она проходит от северо-восточной оконечности Южного острова через вершину острова, затем вниз по всей длине острова, сначала вдоль западного побережья, затем через Южные Альпы, внутреннюю часть Отаго и, наконец, через равнины Саутленда к южному побережью острова. Расстояния измеряются с севера на юг.
Это шоссе является самым длинным одиночным шоссе в стране, хотя оно короче, чем совокупность двух шоссе, составляющих SH 1, SH 1N и 1S.
На большей части своей протяженности SH 6 представляет собой двухполосную одиночную автомагистраль, за исключением 5,4 км четырёхрядной магистрали в Инверкаргилле, а также полос разгона в Инверкаргилле и Нельсоне, с пересечениями на одном уровне и подъездами к объектам недвижимости, как в сельской местности, так и в городах. В крупных городах часто встречаются кольцевые развязки, а светофоры установлены только в Инверкаргилле, Квинстауне, Ричмонде и Тахунануи. Светофоры установлены также на Железном мосту в верховьях ущелья Буллер и у арки Ферн в нижнем ущелье Буллер возле Вестпорта. Транспортное агентство Новой Зеландии классифицирует шоссе как магистральный маршрут, за исключением двух участков между Бленемом (SH 1) и Ричмондом (SH 60), и между Кромвелем (SH 8B) и Файв-Риверс (SH 97), где SH 6 классифицируется как региональный стратегический маршрут.

## Маршрут

### Марлборо

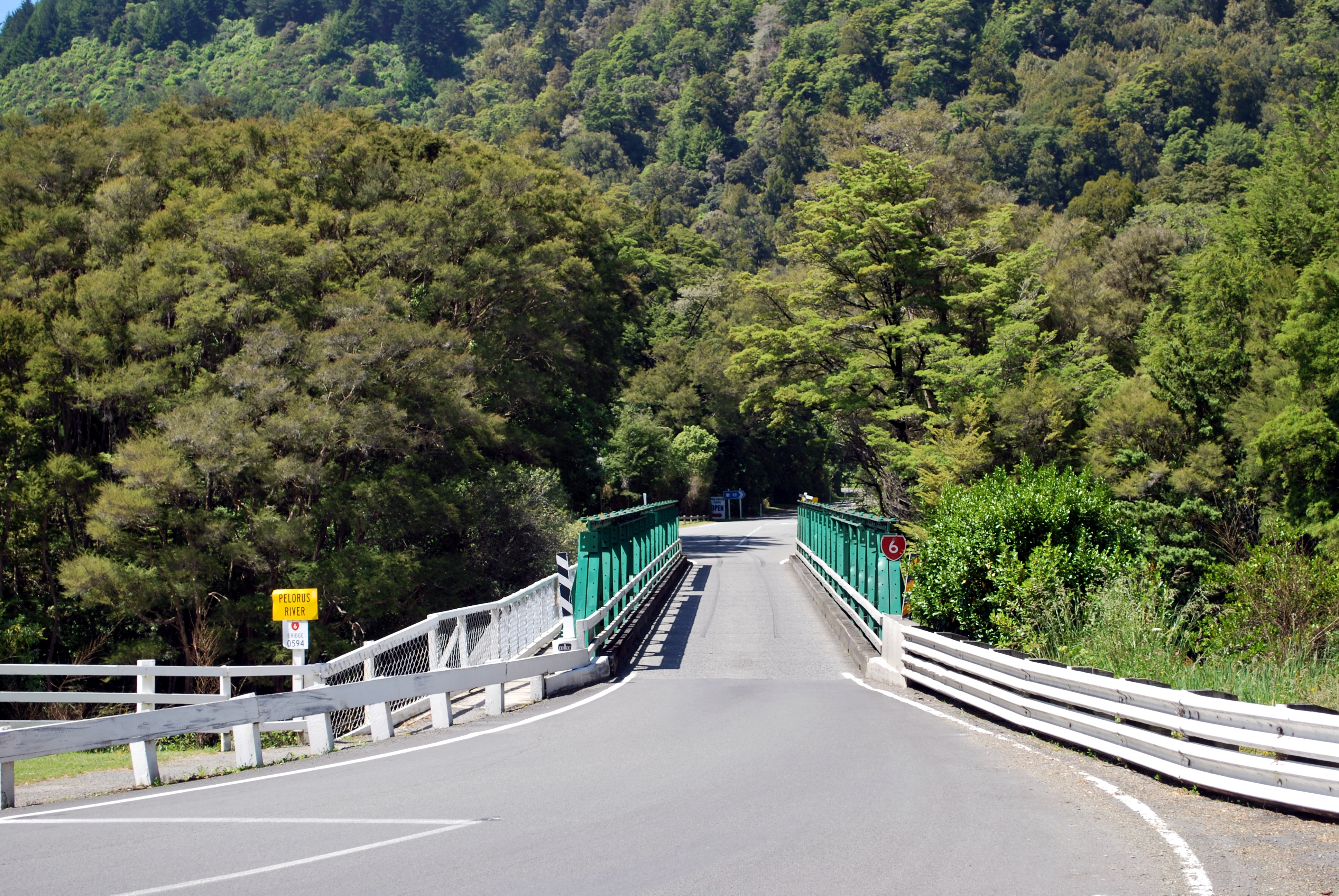
Государственное шоссе 6, пересекающее реку Пелорус (река) в Мальборо

Шоссе начинается на государственном шоссе 1 в Бленеме, и сначала идёт на запад через Вудбун до Ренвика. В Ренвике шоссе поворачивает на север, пересекает реку Уаирау и следует по долине реки Кайтуна до пересечения с проливом Пелорус в Хэвлоке. От Хэвлока шоссе идёт вглубь страны по долине реки Пелорус. У Пелорус-Бридж шоссе снова поворачивает на север через Рэй-Вэлли и пересекает регион Нельсон у перевала Рэй.

### Нельсон—Тасман
Затем шоссе идёт на юго-запад, пересекая перевал Уангамоа и приближаясь к побережью залива Тасман. Шоссе проходит через город Нельсон и близлежащий город Ричмонд, продолжаясь на юго-запад через равнины рек Уаироа и Мотуека.
С этих равнин дорога быстро поднимается к 634-метровому перевалу Хоуп. Отсюда шоссе идёт в основном на запад, вдоль долины реки Буллер и её притоков. За Мерчисоном эта долина сужается и превращается в живописное ущелье Буллер, а шоссе извивается высоко над водами реки.

### Западное побережье

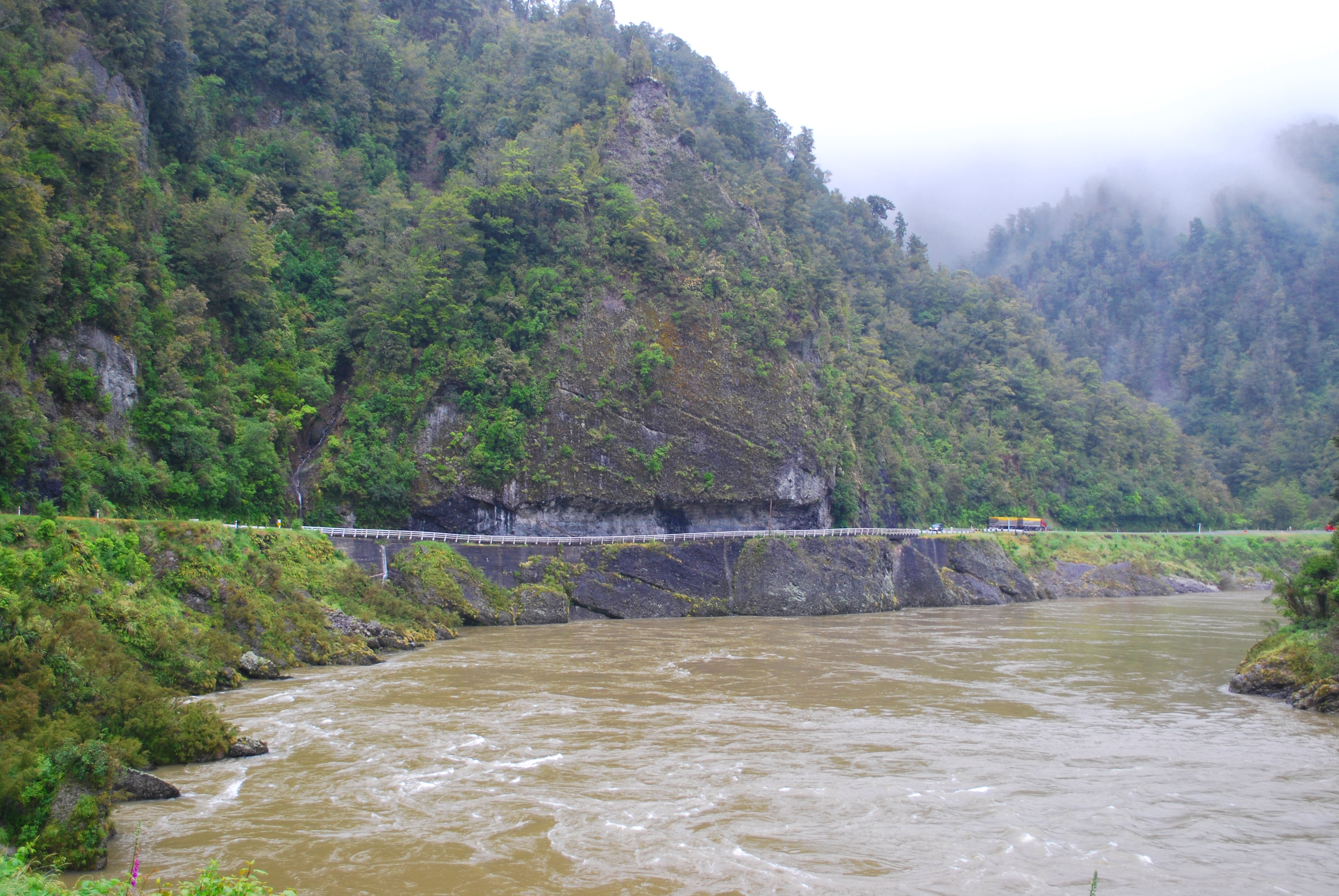
«Хокс-Крэг», полутоннель, проходящий по государственному шоссе 6 вдоль берега реки Буллер

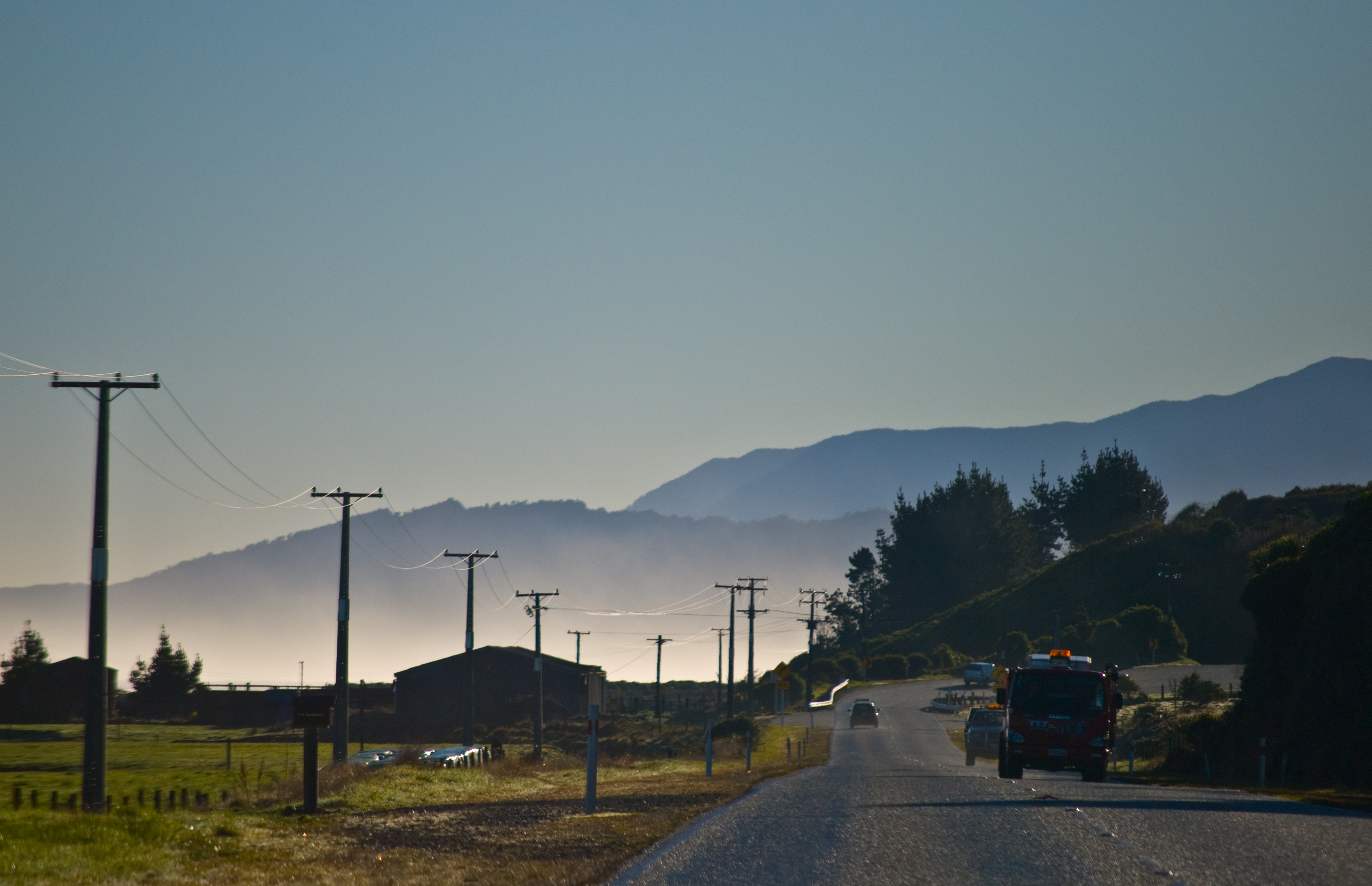
Государственное шоссе 6 рядом с перекрёстком на Кумара (Новая Зеландия)

Шоссе уходит от реки по мере расширения её долины, поворачивая на юг в шести километрах от Вестпорта, где река впадает в море. От Чарльстона на протяжении более 100 километров шоссе примыкает к побережью Тасманова моря, лишь ненадолго сворачивая вглубь страны у Рунанги. На этом 100-километровом отрезке расположены два крупных прибрежных города — Греймут и Хокитика.
От Хокитики шоссе удаляется от побережья, хотя, как правило, находится в пяти километрах от моря. Шоссе идёт на юг мимо городов Росс и Хари-Хари, проходя через государственные леса и пересекая несколько быстрых рек. В семидесяти километрах к югу от Харихари шоссе огибает озеро Мапурика и достигает туристического посёлка на леднике Франца-Иосифа. Сам ледник, один из двух, расположенных в нескольких минутах ходьбы от шоссе, находится неподалёку, в Южных Альпах, которые здесь вплотную подходят к побережью Тасманова моря. Второй ледник, ледник Фокса, расположен примерно в 20 км южнее. Шоссе снова ненадолго касается побережья в бухте Брюс, затем уходит вглубь страны, мимо озера Паринга, а затем вновь выходит на побережье Тасманова моря в Найтс-Пойнт. 30-километровый отрезок шоссе от этого места на юг до Хааста отличается суровыми пейзажами. После пересечения реки Хааст шоссе поворачивает на восток и идёт вглубь страны по долине реки, поднимается мимо порогов «Ворота Хааста» и пересекает 563-метровый перевал Хааст, самый южный из трёх основных автомобильных перевалов через Южные Альпы.

### Отаго

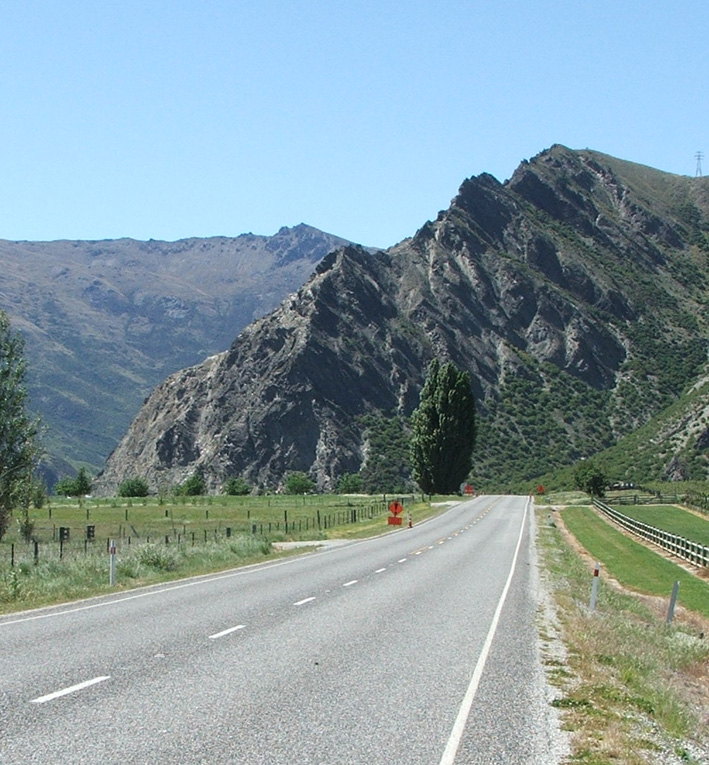
Государственное шоссе 6 у обрыва Невис.

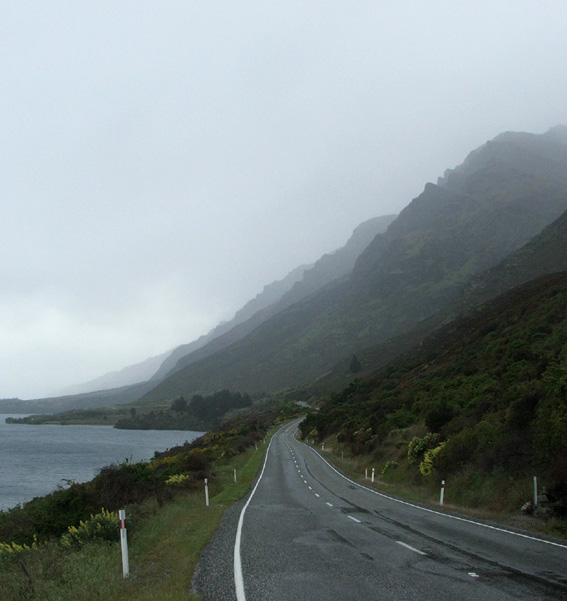
Государственное шоссе 6 проходит вдоль склонов горы Ремаркаблс и берега озера Вакатипу к югу от Квинстауна.

Отсюда шоссе снова поворачивает на юг, следуя по долине реки Макарора к северной оконечности озера Уанака. Шоссе проходит вдоль восточного побережья озера, а затем пересекает «Шею» — седловину в горах между озёрами Уанака и Хавеа. Шоссе идёт вдоль западного берега Хавеа, затем на юг вдоль реки Кардрона до Альберт-Тауна, недалеко от туристического центра Ванака.
В десяти километрах от Ванаки шоссе пересекается с SH 8A, ответвлением государственного шоссе 8, огибающим берег водохранилища Данстан. SH 6 продолжается на юг вдоль западного берега озера, параллельно SH 8, которое проходит по восточному берегу. Рядом с Кромвелем второе ответвление, SH 8B, соединяет эти два шоссе. Отсюда SH 6 поворачивает на запад, следуя по узкому и извилистому ущелью Каварау, и появляется недалеко от винодельческого района Гиббстон.
В западной части ущелья Каварау, на полпути между Кромвелем и Квинстауном, шоссе проходит мимо обрыва Невис — крутого обнажения сланцевой породы, возвышающегося на 100 м над рекой Каварау. В этом месте шоссе уже не раз разрушалось и закрывалось из-за неустойчивости и камнепадов с обрыва. Первая дорога вокруг обрыва была построена в 1866 году, открыв доступ к золотым приискам Вакатипу. Значительные обвалы произошли на обрыве 20 февраля 1940 года и перекрыли шоссе SH 6 в июне 1975 года. 17 сентября 2000 года масштабный камнепад засыпал шоссе у обрыва, и несколько автомобилистов едва избежали гибели. Обвал был снят на видео и показал объём в 10 000 м³; образовавшееся облако пыли было видно на расстоянии 5 км. Компания Transit New Zealand дважды проводила стабилизационное бурение и взрывные работы на обрыве — в 2006 году и ещё раз в 2007 году.
От обрыва Невис шоссе идёт на запад и достигает Франктона, расположенного недалеко от берега озера Уакатипу. Шоссе поворачивает на юги идёт вдоль юго-восточного берега озера, огибая подножия гор Ремаркаблс и Гектор. Этот участок шоссе отчасти извилист, поднимается и опускается на участке, известном как «Лестница Дьявола».

### Саутленд
Шоссе покидает берег озера в Кингстоне, продолжая двигаться на юг до Гарстона, где шоссе ненадолго повторяет русло реки Матаура, а затем направляется через холмистую местность к верховьям реки Орети возле Лоутера. Шоссе продолжает следовать вдоль Орети на юг через равнины Саутленда, мимо городов Ламсден и Винтон, а затем достигает конечной точки на пересечении с SH 1 в центре Инверкаргилла.

## Ответвления
SH 6 имеет одно ответвление, обозначенное как  Государственное шоссе 6А (также является частью  Южного живописного маршрута). Это шоссе, протяжённостью 6,9 км, соединяет Франктон с туристическим центром Куинстаун.

## Инженерные особенности

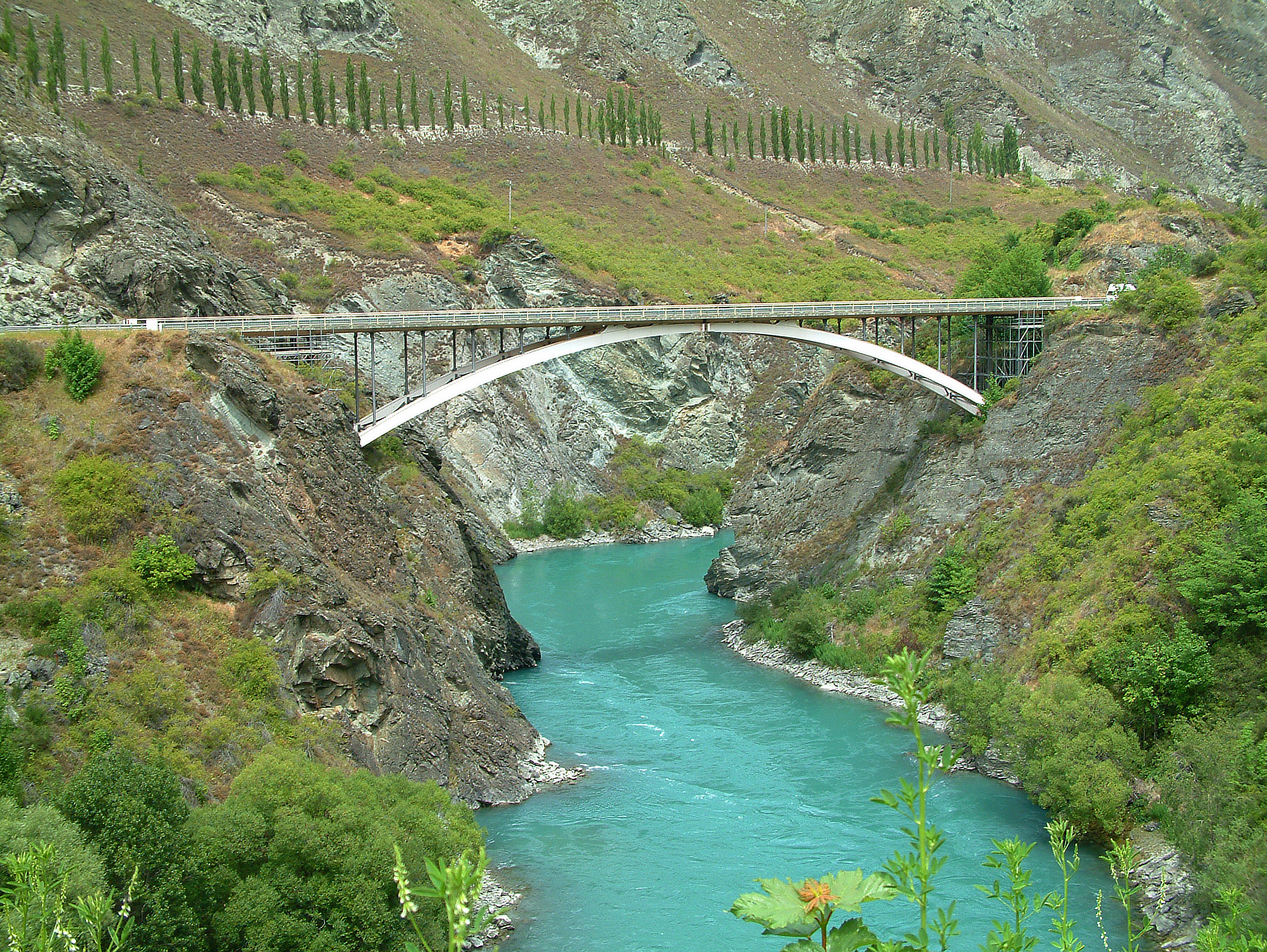
Мост через реку Каварау на государственном шоссе 6

- Хокс-Крэг — это однополосный полутоннель, вырубленный в отвесной скале в ущелье Буллер. Он был построен в 1869 году[8].
- На шоссе было несколько комбинированных автомобильно-железнодорожных мостов, но сейчас все они заменены.
- Мост через реку Хааст[англ.], однополосный мост с двумя пролётами (750-й км). В настоящее время является самым длинным среди аналогичных мостов в стране[9].
- Двухполосный мост был построен у реки Каварау[англ.] к югу от Франктона. Он заменил однополосный мост, через который до этого времени проходило шоссе[10]. Он был открыт в 2018 году[11].

## Изменения маршрута
Шоссе SH 6 в городе Нельсон ранее проходило через Сток между Аннесбрук-Драйв и Ричмонд-Девиэйшн по Мэйн-Роуд. В 2003 году шоссе SH 6 было переведено на недавно построенную Уакату-Драйв, минуя большую часть жилых районов.

## Основные перекрёстки
| Регион / Округ    | Расположение                      | км                                | Знак                              | Направления                                                                                           | Примечания                                                     |
| ----------------- | --------------------------------- | --------------------------------- | --------------------------------- | --- | -------------------------------------------------------------- |
| Марлборо          | Бленем                            | 0                                 |                                   | SH 1 север (Гроув-Роуд) — Пиктон, паром в Веллингтон SH 1 юг (Гроув-Роуд) — Каикоура, Крайстчерч      | Начало государственного шоссе 6 (SH 6)                         |
| Марлборо          | Ренвик                            | 10                                |                                   | SH 63 — Сейнт-Арнод, Вестпорт                                                                         |                                                                |
| Марлборо          | Ренвик                            | 14                                |                                   | SH 62 (Рапаура-Роуд) — Пиктон                                                                         |                                                                |
| Марлборо          | Ренвик                            | 15                                |                                   | река Уаирау                                                                                           | река Уаирау                                                    |
| Марлборо          | Пелорус-Бридж                     | 59                                |                                   | река Пелорус                                                                                          | река Пелорус                                                   |
| Нельсон           | В округе нет крупных перекрёстков | В округе нет крупных перекрёстков | В округе нет крупных перекрёстков | В округе нет крупных перекрёстков                                                                     | В округе нет крупных перекрёстков                              |
| Тасман            | Ричмонд                           | 129                               |                                   | SH 60 (Апплеби-Хайвей) — Мотуэка, Коллингвуд                                                          |                                                                |
| Тасман            | Кохату                            | 169                               |                                   | Мотуэка-Вэлли-Хайвей — Тапавера, Мотуэка                                                              | Бывшее SH 61                                                   |
| Тасман            |                                   | 196                               |                                   | перевал Хоуп (634 м)                                                                                  | перевал Хоуп (634 м)                                           |
| Тасман            | Каватири                          | 209                               |                                   | SH 63 — Сейнт-Арнод, Пиктон                                                                           |                                                                |
| Тасман            | Лонгфорд                          | 238                               |                                   | Лонгфордский мост (река Буллер)                                                                       | Лонгфордский мост (река Буллер)                                |
| Тасман            | Арики                             | 255                               |                                   | SH 65 — перекрёсток Спрингс, Крайстчерч (через перевал Льюис)                                         |                                                                |
| Тасман            | Арики                             | 255                               | мост О’Салливана (река Буллер)    | |                                                                |
| Буллер            | Лайелл                            | 282                               |                                   | Железный мост (река Буллер)                                                                           | Железный мост (река Буллер)                                    |
| Буллер            | Инангахуа-Джанкшен                | 297                               |                                   | SH 69 — Рифтон, Греймут, Крайстчерч (через перевал Льюис)                                             |                                                                |
| Буллер            | Вестпорт                          | 328                               |                                   | SH 67 — Вестпорт, Карамеа                                                                             |                                                                |
| Грей              | Греймут                           | 430                               |                                   | SH 7 (Омото-Роуд) — Рифтон, Нельсон, Крайстчерч (через перевал Льюис)                                 |                                                                |
| Вестленд          | Кумара                            | 448                               |                                   | SH 73 (Отира-Хайвей) — Артурс-Пасс, Крайстчерч линия Хокитика                                         | Железнодорожная линия пересекает кольцевую развязку            |
| Вестленд          | Харихари                          | 541                               |                                   | река Уангануи                                                                                         |                                                                |
| Вестленд          | Франц-Иосиф                       | 610                               |                                   | река Уайхо                                                                                            |                                                                |
| Вестленд          | Ледник Фокс                       | 634                               |                                   | река Фокс                                                                                             |                                                                |
| Вестленд          | Ледник Фокс                       | 639                               |                                   | река Кук                                                                                              |                                                                |
| Вестленд          | Карангаруа                        | 659                               |                                   | река Карангаруа                                                                                       |                                                                |
| Вестленд          | Паринга                           | 695                               |                                   | река Паринга                                                                                          |                                                                |
| Вестленд          | Хааст                             | 750                               |                                   | мост через реку Хааст                                                                                 |                                                                |
| Вестленд          | Маунт-Аспайринг                   | 815                               |                                   | перевал Хааст (564 м)                                                                                 | перевал Хааст (564 м)                                          |
| Куинстаун-Лейкс   | Альберт-Таун                      | 891                               |                                   | река Клута                                                                                            |                                                                |
| Куинстаун-Лейкс   | Маунт-Айрон                       | 893                               |                                   | SH 84 (Ванака Лаггейт Хайвей) — Ванака                                                                |                                                                |
| Куинстаун-Лейкс   | Лаггейт                           | 901                               |                                   | SH 8A (Шорткат-Роуд) на SH 8 — гора Кука, Крайстчерч                                                  | через перевал Линдис                                           |
| Центральный Отаго | Кромвель                          | 942                               |                                   | SH 8B на SH 8 — Кромвель, гора Кука, Данидин                                                          |                                                                |
| Куинстаун-Лейкс   | Эрроу-Джанкшен                    | 983                               |                                   | Краун-Рейндж-Роуд — Кардрона, Ванака                                                                  | Бывшее SH 89                                                   |
| Куинстаун-Лейкс   | Френктон                          | 996                               |                                   | SH 6A (Френктон-Роуд) — Куинстаун                                                                     | Начинается параллелизм между SH 6 и Южным живописным маршрутом |
| Куинстаун-Лейкс   | Френктон                          | 997                               |                                   | мост Каварау-Фоллс (река Каварау)                                                                     | Мост был заменен в 2017/18 году                                |
| Саутленд          | Атол                              | 1061                              |                                   | Чёрный мост (река Матаура)                                                                            | Чёрный мост (река Матаура)                                     |
| Саутленд          | Файв-Риверс                       | 1082                              |                                   | SH 97 (Моссберн-Файв-Риверс-Роуд) — Те-Анау, бухта Милфорд                                            | Завершение параллелизма SH 6/Южный живописный маршрут          |
| Саутленд          | Ламсден                           | 1093                              |                                   | SH 94 запад (Моссберн-Ламсден-Хайвей) — Те-Анау, бухта Милфорд                                        | Начинается параллелизм SH 6/SH 94                              |
| Саутленд          | Ламсден                           | 1095                              |                                   | SH 94 запад (Флора-Роуд) — Гор                                                                        | Завершение параллелизма SH 6/SH 94                             |
| Саутленд          | Винтон                            | 1143                              |                                   | SH 96 запад (Винтон-Врейс-Буш-Хайвей) — Найткапс, Охаи                                                | Начинается параллелизм SH 6/SH 96                              |
| Саутленд          | Винтон                            | 1145                              |                                   | SH 96 восток (Винтон-Хеджхоуп-Хайвей) — Матаура                                                       | Завершение параллелизма SH 6/SH 96                             |
| Инверкаргилл      | Лорнвиль                          | 1168                              |                                   | SH 98 (Лорн-Дакр-Роуд) — Дакр, Гор SH 99 (Уоллестаун-Лорнвиль-Хайвей) — Ривертон / Апарима, Туатапере | Начинается параллелизм между SH 6 и Южным живописным маршрутом |
| Инверкаргилл      | Инверкаргилл                      | 1176                              |                                   | SH 1 север (Тэй-Стрит) — Гор, Данидин SH 1 юг (Клайд-Стрит) — Блафф                                   | SH 6 заканчивается                                             |